# Надзвичайні африканські палати
Надзвичайні африканські палати — трибунал по справам щодо міжнародних злочинів, скоєних в Чаді з 7 червня 1982 до 1 грудня 1990 року. Суд визнав чадського екс-президента Хіссена Хабре винним у злочинах проти людяності та засудив його до довічного ув'язнення.

## Трибунал
Трибунал був сформований на основі договору 2012 року між Африканським Союзом і Сенегалом і діє в системі сенегальського судочинства з 8 лютого 2013 року  . Розташован у Дакарі (Сенегал). Адміністратор Палат — Сіре Али Ба .

## Процес
Процес над колишнім чадським президентом Хіссеном Хабре почався 20 липня 2015 року та тривав 56 дні. Було заслухано 93 свідків . На засіданнях трибуналу були присутні родичі загиблих під час правління Хабре в 1982—1990 роках .
Надзвичайні африканські палати визнанили Хіссена Хабре винним у злочинах проти людяності, тортурах і сексуальному рабстві та засудили його до довічного ув'язнення . Суддя Гбердао Гюстав Кам зачитав вердикт і вирок в залі № 04 Дакарського паласу судочинства імені Лата Діора 30 травня 2016 року . Це був перший судовий процес в Африці, коли одна країна судила колишнього лідера іншої за злочини проти людяності .